# Ankershagen
Ankershagen település Németországban, Mecklenburg-Elő-Pomeránia tartományban. Lakosainak száma 520 fő (2023. december 31.).

## Népesség
A település népességének változása:
| Lakosok száma | 522  | 524  | 523  | 518  | 520  |
|               | 2017 | 2019 | 2021 | 2022 | 2023 |